# Измирлиев, Георгий
Георгий Димитров Измирлиев (болг. Георги Димитров Измирлиев; 21 апреля 1851 — 28 мая 1876), прозванный Македончето («маленьким македонцем»), — болгарский революционер и общественный деятель.
Он участвовал в антиосманском Апрельском восстании 1876 года, будучи помощником Стефана Стамболова и военным командиром революционного округа Тырново.

## Биография
Георгий Измирлиев родился в городе Горна-Джумая (нынешний Благоевград, Болгария) на северо-востоке Македонии, находившейся в то время под властью Османской империи. Его отец, Димитр Измирлиев, был мелким торговцем. Его мать, Тонка Измирлиева, происходила из семьи гайдуков из города Берово. Он получал образование в городе Сере (Сяр), пока не перебрался в Стамбул, где проживал с 1868 по 1873 год. Там Измирлиев учился в Галатасарайском лицее и получал стипендию от болгарского фонда «Просвещение». После окончания лицея он остался в Стамбуле, где работал преподавателем и занимался общественной деятельностью. Измирлиев участвовал в просветительских мероприятиях, распространял газеты и выступал с докладами. Осенью 1873 года он стал курсантом Одесского военного училища (Российская империя).
В конце 1875 года Измирлиев прибыл в румынский город Джурджу, где вступил в местный революционный комитет Джурджу в качестве помощника военного командующего округом. 13 января 1876 года Измирлиев пересёк Дунай, отправившись в болгарские земли, где в городе Русе встретился с революционеркой Тонкой Обретеновой, а затем прибыл в Горна-Оряховицу, определённую тогда как центр революционного округа. За три месяца до восстания Измирлиев создал несколько новых революционных комитетов, а также набрал и обучил военным навыкам множество местных жителей. Кроме того, он занимался вычислением стратегически важных районов, которые его отряды могли бы использовать для эффективной борьбы с османами.
Апрельское восстание было поднято в Копривштице 20 апреля 1876 года. Шесть дней спустя Измирлиев из-за предательства вместе с группой революционеров был схвачен после перестрелки в Горна-Оряховице. Приговорённый к смертной казни через повешение специальным османским судом, Измирлиев был казнён 26 мая 1876 года в Горна-Оряховице. По некоторым данным его последними словами были «Отрадно умереть за свободу Отечества!».
Память об Измирлиеве увековечена монументами в Горна-Оряховице (возведён в 1893—1910 годах) и Благоевграде. Его имя носят школы в Горна-Оряховице и Софии, а в Благоевграде работает дом-музей, посвящённый ему. Георгий Измирлиев — почётный гражданин Благоевграда и Горна-Оряховицы.